# Charlotte-Wilhelmine d'Anhalt-Bernbourg-Hoym
Charlotte-Wilhelmine d'Anhalt-Bernbourg-Schaumbourg-Hoym (Château de Schaumbourg, 24 novembre 1704 – Barchfeld, 11 novembre 1766) est une noble allemande de la famille d'Anhalt-Bernbourg-Schaumbourg-Hoym.

## Biographie
Elle est la fille de Lebrecht d'Anhalt-Zeitz-Hoym, prince d'Anhalt-Bernbourg-Schaumbourg-Hoym, et de sa seconde épouse Ederardina de Weede.
Elle épouse Guillaume de Hesse-Philippsthal-Barchfeld. Le mariage ratifie l'union entre la Maison d'Ascanie et de celle de Brabant, est célébré à Hoym le 31 octobre 1724.
Charlotte donne naissance à une quinzaine d'enfants :
- Charlotte (Grave, le 26 avril 1725-Bückeburg, le 9 janvier 1798), qui épouse Albert-Auguste d'Isenburg-Büdingen ;
- Guillaume (18 mars 1726-Grave, 17 avril 1726) ;
- Frédéric de Hesse-Philippsthal (Graves 13 février 1727-Barchfeld, le 13 novembre 1777), qui épouse Sophie-Henriette de Salm-Grumbach ;
- Philippe (Maastricht, 8 août 1728-Nimwegen, 17 décembre 1745) ;
- Jeanne-Charlotte (Maastricht, 22 janvier 1730-Herleshausen, 23 octobre 1799);
- Caroline (Maastricht, 18 janvier 1731-Wertheim, 29 juillet 1808) ;
- Ulrique (Ypern, 27 avril 1732-Bückebourg, 2 février 1795), qui épouse Guillaume de Hesse-Philippsthal ;
- Charles-Guillaume (Ypern, 7 février 1734-Barchfeld, 16 février 1764) ;
- Anne (Ypern, 14 décembre 1735-Lemgo, le 7 janvier 1785), qui épouse Adolphe de Lippe-Detmold ;
- Georges (Ypern, 29 mai 1737-Ypern, 27 septembre 1740) ;
- Dorothée-Marie (Ypern, 30 décembre 1738-Wertheim, 26 septembre 1799), qui épouse Jean-Charles Ludwig de Löwenstein-Wertheim-Virnebourg ;
- Christian (Ypern, 26 mars 1740-Tournai, 11 juillet 1750) ;
- Louis-François (Ypern, 5 novembre 1741- 15 novembre 1741) ;
- Adolphe de Hesse-Philippsthal-Barchfeld (Ypres, 29 juin 1743-Barchfeld, 17 juillet 1803) ;
- Auguste (Grave, 12 septembre 1745-Grave, 31 octobre, 1745).

Elisabeth devient veuve le 13 mai 1761, et le duché passe à son fils Adolphe.